# Czyn i słowo
Czyn i słowo (właśc. Czyn i słowo. Glossy sceptyka) – zbiór studiów autorstwa Karola Irzykowskiego. Ukazał się we Lwowie w roku 1913 (w rzeczywistości w grudniu roku 1912 z datą 1913), nakładem księgarni A. Staudacher i Sp.
Książka stanowi krytyczne podsumowanie epoki młodopolskiej.
W skład zbioru wchodzą następujące rozdziały:
- Od autora
- Dwie rewolucje
- Czy mord może być koniecznością?
- Z tajników bohaterszczyzny –  I. Andrzej Strug: Ludzie podziemni II. Arcybaszew: Nowele
- Dostojny bzik tragiczności
- Z kuźni bluźnierstw. Aforyzmy o czynie
- Wychowanie woli
- Glossy do współczesnej literatury polskiej
- Świat pracy a świat emocji
- Włażą w swoje korzenie!
- Walka z mechanizmem
- "Brońmy swojego Żyda"
- W kształt linii spiralnej
- Niezrozumialcy. (Teoria niezrozumiałości o ile można zrozumiale wyłożona)
- Stanisław Brzozowski
- Obrona literatury sensacyjnej (dialog)
- Jeszcze jeden Hamlet (Stanisław Antoni Mueller: Henryk Flis)
- Ocalanie "istoty rzeczy" (Roman Jaworski: Historie maniaków)
- Powieści Nałkowskiej (Kobiety. – Książę. – Biała koteczka. – Rówieśnice. – Narcyza)
- Ze szkoły Żeromskiego – Juliusz Kaden: Niezguła i Zawody; Próba krytyki Dziejów grzechu. Fragment; Uroda życia'
- Ostatnia powieść Brzozowskiego (Stanisław Brzozowski: Sam wśród ludzi. – Dębina. Część pierwsza. Lwów 1911)
- Zza kulis krytyki